# Gare de Brusand
La gare de Brusand est une gare ferroviaire norvégienne de la ligne de Jær, située au village de Brusand sur la commune d'Hå. 
Mise en service en 1879, c'est une halte de la Norges Statsbaner (NSB). Elle est distante de 54,17 km du terminus de la gare de Stavanger.

## Situation ferroviaire
Établie à 2,8 mètres d'altitude, la gare de Brusand est située sur la ligne de Jær entre les gares d'Ogna et de  Vigrestad.

## Histoire
La station de « Bru-Bro » est mise en service le 13 décembre 1879, elle prend le nom de « Bru » en 1894 et est dénommé « Brusand » le 1er janvier 1922. Elle devient une halte ferroviaire sans personnel permanent le 1er juillet 1965.

## Service des voyageurs

### Accueil
C'est une halte ferroviaire sans personnel ni billetterie, mais disposant d'un abri pour les voyageurs.

### Desserte
Brusand est desservie par des trains locaux en direction d'Egersund et de Stavanger

### Intermodalité
Un parking pour les véhicules y est aménagé.